# Tordesillas
Tordesillas (španělská výslovnost: [toɾðeˈsiʎas]) je město a obec ve španělské provincii Valladolid, žije v něm 8 858 obyvatel. Nachází se 180 km severozápadně od Madridu na Mesetě v nadmořské výšce 700 metrů, protéká jím řeka Douro.

## Historie
Původními obyvateli byl keltští Vaccaei. Později se zde usadili Římané, název města je odvozován od výrazu Turris Syllae (Sullova pevnost). Po nadvládě Vizigótů a Maurů se v desátém století stalo součástí království León a od roku 1230 náleželo Kastilské koruně. Zasedaly zde generální kortesy, v roce 1494 byla ve městě uzavřena Tordesillaská smlouva o rozdělení nově objevených zemí mezi Španělsko a Portugalsko. Od roku 1509 až do své smrti v roce 1555 byla v místním klášteře klarisek vězněna královna Jana I. Kastilská.
Město je zařazeno na seznam španělských památek Conjunto histórico a žije převážně z turistického ruchu. Město nabízí návštěvníkům historické centrum s chrámy a kláštery, náměstí s kolonádou, kamenný most a muzeum církevního umění, ubytování slouží luxusní parador. Významnou atrakcí je zápas s býky Toro de la Vega, který se koná začátkem září jako součást mariánských oslav.

## Partnerská města
- Hagetmau (Francie)
- Setúbal (Portugalsko)